# Libytheana carinenta

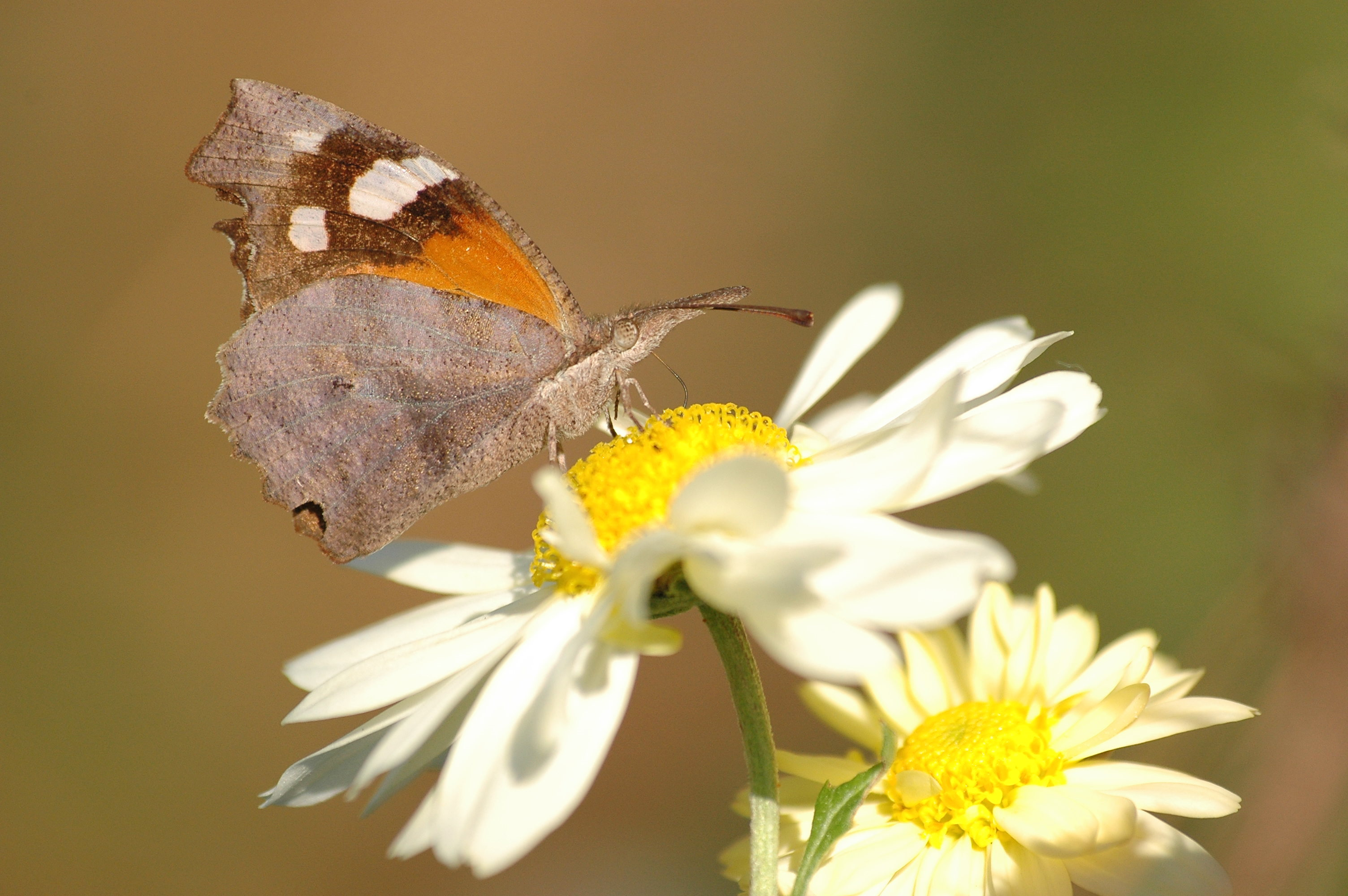
Unterseite eines Falters bei der Nahrungsaufnahme

Libytheana carinenta ist ein Schmetterling (Tagfalter) aus der Familie der Edelfalter (Nymphalidae) und der Unterfamilie der Schnauzenfalter (Libytheinae).

## Beschreibung

### Falter
Die Flügelspannweite der Falter beträgt 35 bis 50 Millimeter. Auffällig ist der gezackte Außenrand der Flügel. Die Grundfarbe in der Basal- und Diskalregion  ist orangerot, in der Postdiskal- und Submarginalregion bräunlich. Auf der Vorderflügeloberseite befinden sich mehrere weiße Flecke. Die Vorderflügelunterseite zeigt ein ähnliches Farbenmuster wie die Vorderseite, jedoch etwas undeutlicher. Die Hinterflügelunterseite ist hellbraun, graubraun, rotbraun oder schwarzbraun marmoriert.
Für die Falter typisch sind die sehr langen, behaarten Palpen, die nach vorne gestreckt vom Kopf ausgehen und wie eine Schnauze beziehungsweise zusammen mit den Fühlern wie der Stiel eines Blattes aussehen. Aus diesem Merkmal ergibt sich auch der im englischen Sprachgebrauch verwendete Name American Snout Butterfly („Amerikanischer Schnauzen-Schmetterling“). In Ruhestellung, mit zusammen geklappten Flügeln ähneln sie so einem verwelkten Blatt. Dabei werden die bunten Vorderflügel hinter den Hinterflügeln versteckt. Durch diese Tarnung sind sie vor Fressfeinden gut geschützt.

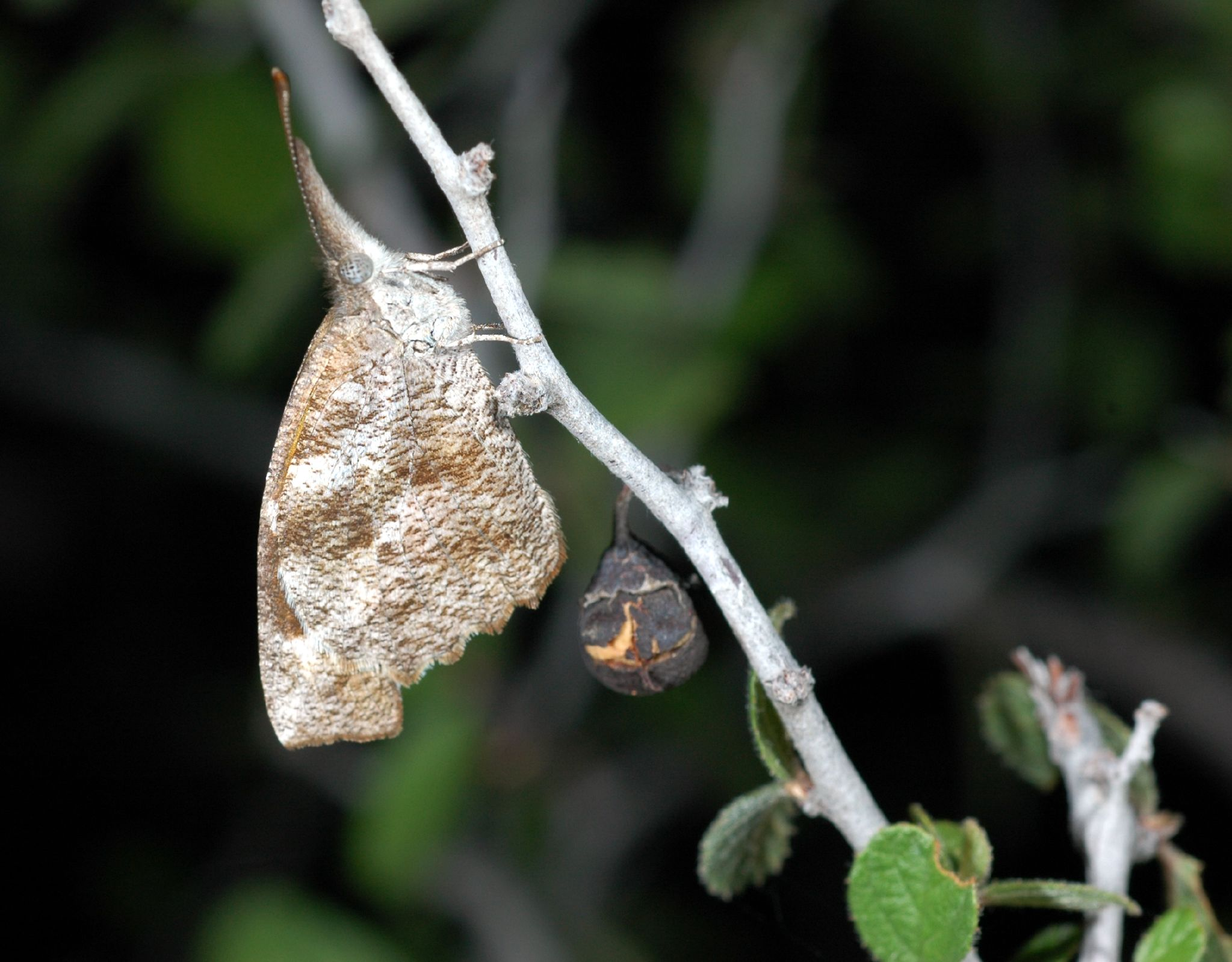
Hellbraune Flügelunterseiten eines Falters in Schutzstellung
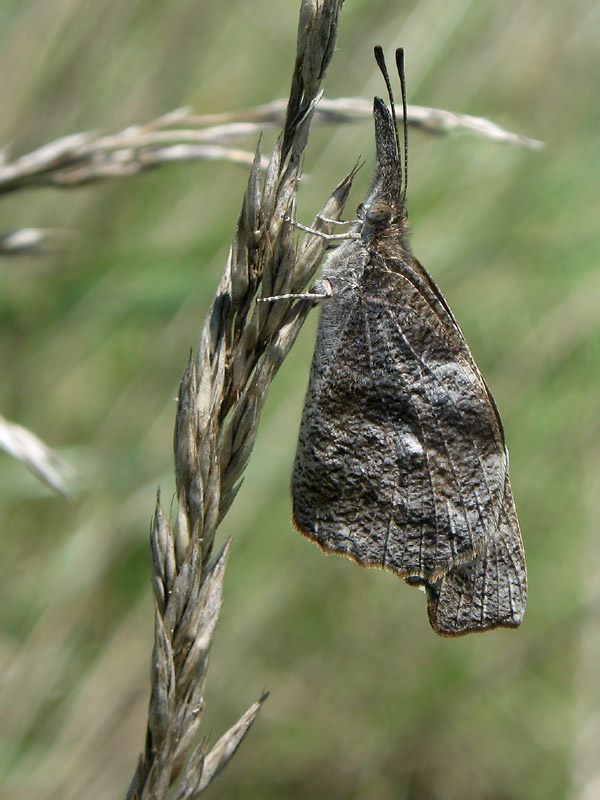
Schwarzbraune Flügelunterseiten eines Falters in Schutzstellung

### Ei
Die Eier haben eine ovale Form, eine blasse grüne Farbe, sind mit Rippen überzogen und werden einzeln an den jungen Blättern der Nahrungspflanzen abgelegt.

### Raupe
Ausgewachsene Raupen haben eine grüne oder gelbliche Grundfärbung, breite gelbe Seitenstreifen und sind auf der gesamten Körperoberfläche gelbweiß gepunktet. Hinter dem Kopf befinden sich zwei kleine flache Warzen.

### Puppe
Die Stürzpuppe variiert je nach dem Vorkommensgebiet in kräftig grünen, blaugrünen, gelbgrünen oder bräunlichen Farben. Zuweilen ist sie mit weißen oder gelben Längsstreifen versehen. An den Spitzen der Flügelscheiden sind einige weiße Punkte zu erkennen.

### Ähnliche Arten
Eine gewisse Ähnlichkeit besteht zum Zürgelbaumfalter (Libythea celtis), der jedoch weniger weiße Flecke auf der Vorderflügeloberseite aufweist. Da diese Art außerdem nur in Europa, Nordafrika und Asien vorkommt, gibt es keine geographische Überlappung mit Libytheana carinenta.

## Verbreitung und Lebensraum
Das Verbreitungsgebiet von Libytheana carinenta umfasst den Süden von Texas und Florida, Mittelamerika sowie weite Teile des nördlichen und mittleren Südamerika. In Abständen von einigen Jahren kann es zu Massenvermehrungen kommen. Es wurden dabei bis zu 200 Faltern an einem Baum rastend beobachtet. Als Wanderfalter können sie Richtung Norden sogar die Ostküste Kanadas erreichen. Im Jahre 1921 durchstreiften ca. sechs Milliarden Falter für die Dauer von 18 Tagen ein 250 Meilen breites Gebiet zu beiden Seiten des Rio Grande. Dies entspricht einer Rate von etwa einer Million Falter pro Minute. Die Art lebt bevorzugt in subtropischen Wäldern und in mit Dornenbüschen bewachsenen Landschaften.

## Lebensweise
In Florida und Texas fliegen die Falter in mehreren Generationen das ganze Jahr hindurch. Zur Aufnahme von Nektar saugen sie gerne an verschiedenen Blüten. Sie nehmen auch Flüssigkeit und Mineralstoffe von feuchten Bodenstellen, wo sie sich zuweilen in großer Anzahl einfinden und saugen auch an überreifen Früchten. Die Raupen ernähren sich von den Blättern von Zürgelbäumen (Celtis). Die Falter der südlichen Vorkommensgebiete überwintern.

## Unterarten
Folgende Unterarten werden unterschieden:
- Libytheana carinenta carinenta
- Libytheana carinenta bachmanii
- Libytheana carinenta larvata
- Libytheana carinenta mexicana
- Libytheana carinenta streckeri